# 天生要完美
《天生要完美》 原名《心戰101》、《天生不完美》，是由中国大陆勵志电视剧，2013年4月開機，8月殺青。讲述一群90後青年加入解放軍心理戰部隊的故事，屬於創新題材軍事片。
本劇由《铁齿铜牙纪晓岚》的知名导演刘家成执导，转战东莞、汕头、南澳等地拍摄，拍攝期間就引起不少關注。於2015年1月11日在央视八套首播。

## 劇情
蔡米、富春、安小惠、方南江、刘菲菲等一批90後高素質大學生加入了由学校和部队联合举办的专门特训实验项目「101工程」，被编入101分队。90後青年与部队教员间矛盾冲突不断，生活方式、人生观、价值取向均有着巨大的反差，他們如何闖過層層訓練關卡，最終成為解放軍21世紀心理戰部隊的先鋒。

## 角色表
| 演員   | 角色   | 介紹               |
| 朱亚文 | 云天耀 | 海军少校           |
| 李佳航 | 蔡米   | 大学生，后加入海军 |
| 万茜   | 蒋丹晨 | 海军上尉           |
| 杨紫   | 安小惠 | 大学生             |
| 孙绍龙 | 富春   | 大学生，后加入海军 |
| 王思思 | 宋春非 | 研究生             |
| 洪连城 | 丁一   | 大学生，后加入海军 |
| 刘维   | 方南江 | 大学生，后加入海军 |
| 李纯   | 高颖   |                    |

## 音乐原声
| 曲名           | 作词 | 作曲   | 演唱   | 备注   |
| 《改变》       | 陈曦 | 董冬冬 | 许鹤缤 | 片头曲 |
| 《给我点时间》 | 陈曦 | 董冬冬 | 李阳   | 片尾曲 |
| 《爱·去爱》    | 陈曦 | 董冬冬 | 李阳   | 插曲   |
| 《结果》       | 陈曦 | 董冬冬 | 路默依 | 插曲   |